# Албрехт фон Вернигероде
Албрехт фон Вернигероде (на немски: Albrecht von Wernigerode; * 1346, Вернигероде; † 11 септември 1419, Халберщат) е като Албрехт VIII граф на Вернигероде и от 1411 до 1419 г. епископ на Халберщат.

## Биография
Той е третият син на граф Конрад IV фон Вернигероде († сл. 1373) и съпругата му Елизабет (или Лутруд) фон Хонщайн-Херинген-Тона († сл. 1347), дъщеря на граф Дитрих III фон Хонщайн-Клетенберг († 1329/1330) и Елизабет фон Валдек († 1371).
Албрехт фон Вернигероде е възпитаван в августинския-еремитски манастир „Химелпфортен“ при Вернигероде и на 12 години става през 1358 г. пропст на Св. Бонифаций в Халберщат и приор на Св. Бонифаций (1362 – 1367). През 1366 г. той следва канонично право в университета в Монпелие. Папа Урбан V го одобрява през 1364 г. официално като пропст.
Той е домхер в Халберщат (1365 – 1380). На 3 септември 1367 г. попада заедно с Лудолф фон Хартесроде (Хасероде) в плен, когато придружава епископ Албрехт фон Халберщат във военния му поход против епископ Герхард фон Хилдесхайм. След едномесечен затвор в Либенбург те са освободени.
Албрехт фон Вернигероде е приор на Св. Блазий в Брауншвайг (1375 – 1383), катедрален приор в Халберщат (1384 – 1411), архдякон в Халберщат (1387) и епископ на Халберщат (1411 – 1419). Той умира на 11 септември 1419 г. в Халберщат и е погребан в катедралата на Халберщат.